# Vindelns kommun
Vindeln kommun ligger i länet Västerbottens län i Västerbotten i Sverige. Kommunen har grænser til nabokommunerne Norsjö, Skellefteå, Umeå, Vännäs, Bjurholm og Lycksele. Kommunens administration ligger i byen Vindeln.

## Geografi
Kommunen har et kuperet nåleskovsklædt landskab og store moseområder. Ume älv og Vindelälven løber gennem kommunen.
E12 og Stambanan genom övre Norrland går gennem kommunen. Fra Hällnäs går en tværbane via Lycksele til Storuman på Inlandsbanan.

## Byer
Vindeln kommune havde i 2005 fem byer.
Indbyggere pr. 31. december 2005.
| #  | By        | Indbyggere |
| -- | --------- | ---------- |
| 1. | Vindeln   | 2.356      |
| 2. | Hällnäs   | 309        |
| 3. | Tvärålund | 271        |
| 4. | Granö     | 261        |
| 5. | Åmsele    | 201        |

## Eksterne kilder og henvisninger
1. ↑  Folkmängd i riket, län och kommuner 30 september 2012 och befolkningsförändringar 1 juli - 30 september 2012. Statistiska centralbyrån (30. september 2012).
2. ↑  Artikkel om Vindeln kommune på snl.no
3. ↑  Statistiska centralbyrån den 31. december 2005

- Vindeln kommunes officielle hjemmeside

- Wikimedia Commons har flere filer relateret til Vindelns kommun

64°12′N 19°43′Ø / 64.200°N 19.717°Ø